# 이영찬 (1967년)
이영찬(李永讚, 1967년 8월 16일~)은 대한민국의 정치인이다. 제6대 경기도 안성시의원이다. 경기도 안성시 미양면 출신이다.

## 학력
- 미양국민학교 졸업
- 안법중학교 졸업
- 안법고등학교 졸업
- 한경국립대학교 식물자원과학과 졸업

## 경력
- 552기 해병대 만기 전역
- 비룡초등학교 운영위원회 위원·체육진흥회장
- 비룡중학교 운영위원장
- 안성시 축구협회 연합회·사무국장
- 새누리당 안성3동 협의회장
- 경기도 축구연합회 부회장
- 안성문화원 이사
- 안성시 재향군인회 이사
- 안성시민장학회 이사
- 안성 제일배드민턴클럽 회장
- 안성3동 체육회장
- 2014. 7.~2018. 6. 제6대 경기도 안성시의회 의원
- 2014. 7.~2016. 7. 제6대 경기도 안성시의회 전반기 산업건설위원회 위원장
- 2015. 3.~2015. 11. 제6대 경기도 안성시의회 고덕 서안성간 송전선로 건설사업대책 특별위원회 위원장
- 2016. 7.~2018. 6. 제6대 경기도 안성시의회 후반기 산업건설위원회 위원장
- 2016. 7.~2018. 6. 제6대 경기도 안성시의회 후반기 예산결산특별위원회 위원

## 수상
- 2015 제4회 의정활동 우수의원상
- 2015 민주평화통일자문회의 대통령상
- 2016 민안신문 기념봉사 대상
- 2016 제11회 아시아문예 대상
- 2017 제2회 국제평화 대상
- 2017 아시아 파워리더십 대상
- 2017 대한민국 유권자 대상
- 2017 법무부장관 표창
- 2019 아시아 파워리더십 대상

## 역대 선거 결과
|  | 37.69% |

|  | 43.12% |

|  | 49.64% |